# Gnash (音樂人)
加勒特·弗雷德里克·查爾斯·納什（1993年6月17日—），是美國音樂家、說唱歌手、詞曲作者、DJ和唱片製作人。他於2015年3月在SoundCloud上發布了他的首張迷你專輯 (EP) U，並於2015年12月推出了Me EP。他的第三張EP名為Us於2017年3月發行，其中包括單曲“I Hate U, I Love U”，由奧利維亞·奧布賴恩主演，在告示牌百強單曲榜中排名第10位，並在澳大利亞排名第一。他的首張錄音室專輯《We》於2019年1月發行，並收錄了《I Hate U, I Love U》。

## 早年
加勒特·弗雷德里克·查爾斯·納什於1993年6月17日出生於加利福尼亞州洛杉磯，父親是音樂家，母親是導演和電影製作人。納什擁有英國、挪威、德國、蘇格蘭、愛爾蘭、瑞典和萊納佩血統。
在創作自己的音樂之前，納什在13歲時開始從事DJ工作，直到大學畢業後開始製作翻唱歌曲。

## 獎項和提名
2017年，納什的歌曲《I Hate U, I Love U》（由奧利維亞·奧布賴恩主演）被提名為2017年迪士尼電台音樂獎的最佳分手歌曲。

## 外部連結
- 官方网站
- Gnash的Facebook專頁
- Gnash的Instagram帳戶
- Gnash的X（前Twitter）
- YouTube上的Garrett Nash頻道